# Konstal 805Nm
Konstal 805NM (пол. Konstal 805NM) — модель трамвая, що був модернізований в 2003 році компанією PESA з моделі Konstal 105Na для MZK Bydgoszcz, що управляє трамвайною мережею в Бидгощі.
Було модернізовано лише один комплект вагонів 805Na.
Зміни сталися як в інтер'єрі, так у оснащенні складу.